# Sessiles Tier

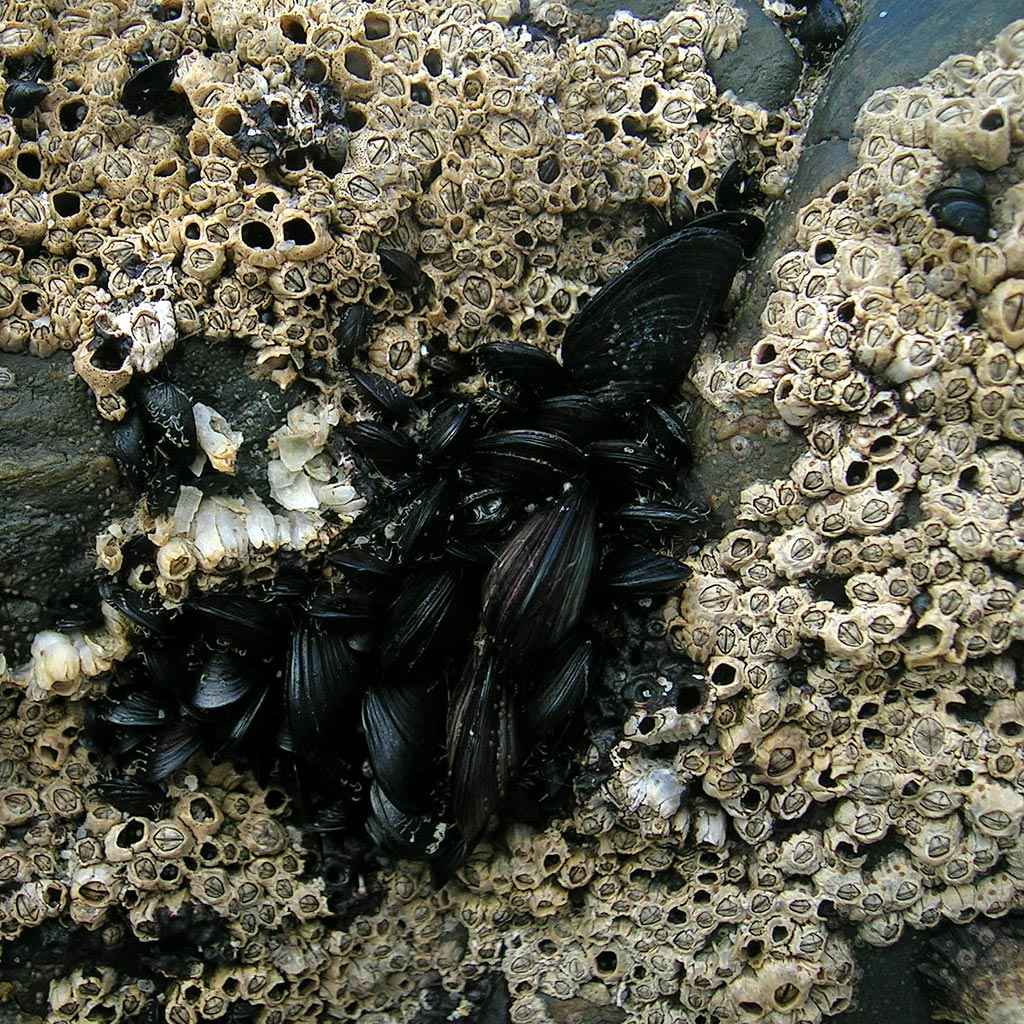
Kolonien von Seepocken und Miesmuscheln an der galicischen Nordwestküste

Sessile Tiere (lateinisch sessilis ‚festsitzend‘, ‚zum Sitzen geeignet‘) sind alle Tiere, die entweder überhaupt keine Fähigkeit zur Fortbewegung beziehungsweise Motilität besitzen oder diese im Laufe ihrer Entwicklung (Ontogenese) oder der Evolution (Phylogenese) verloren haben. Riffbildende Steinkorallen zählen zu den bekanntesten sessilen Tieren.
Mit Ausnahme der Röhrenaale sind alle (bisher entdeckten) sessil lebenden Tiere Wirbellose und praktisch ausschließlich aus dem Meer und aquatischen Lebensräumen bekannt.
Das Gegenteil von „sessil“ ist „vagil“ als Bezeichnung für Organismen, die sich aktiv fortbewegen.

## Allgemeines

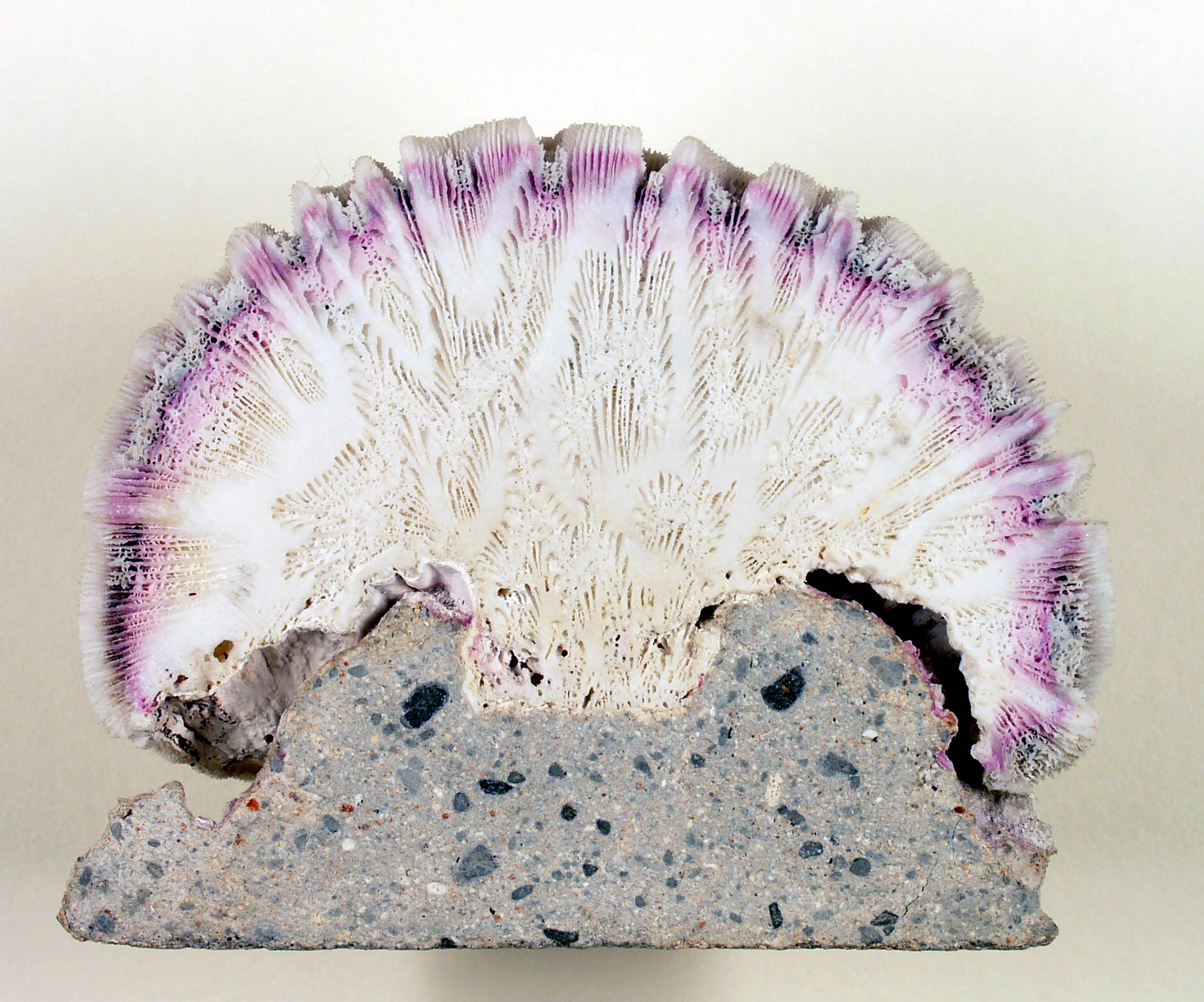
Dieser Querschnitt durch eine Steinkoralle lässt deutlich die Verankerung des sessilen Tieres im Untergrund erkennen.

Die den Wirbeltieren am nächsten stehenden sessilen Tiere sind die Manteltiere, die in ihrem Jugendstadium, das auch als Kaulquappenlarve bezeichnet wird, eine Chorda dorsalis aufweisen. Oft sind die Larvenstadien von sessilen Tieren, wie bei den Manteltieren, frei beweglich oder leben planktonisch.
Auch viele Parasiten verbringen einen Teil ihres Lebens sessil. Die Larven zahlreicher Arten heften sich als Larven an ihre Wirtstiere und wandeln sich in sessile Formen um. Sie sind dann nicht mehr in der Lage, den Wirt zu verlassen. Als Beispiel kann man die Walläuse aus der Familie der Flohkrebse (Amphipoda) nennen, die als Ektoparasiten auf der Haut von Walen leben.

## Hemisessile Tiere
Als halbsessil oder hemisessil bezeichnet man festsitzende Arten, die noch zum Ortswechsel in der Lage sind, diesen aber nur unter extremen Umständen, selten oder sehr langsam betreiben. Viele Arten der Muscheln und Krebstiere wie z. B. Entenmuscheln oder Blumentiere, wie Seeanemonen, sind halbsessil.

## Einige Beispiele

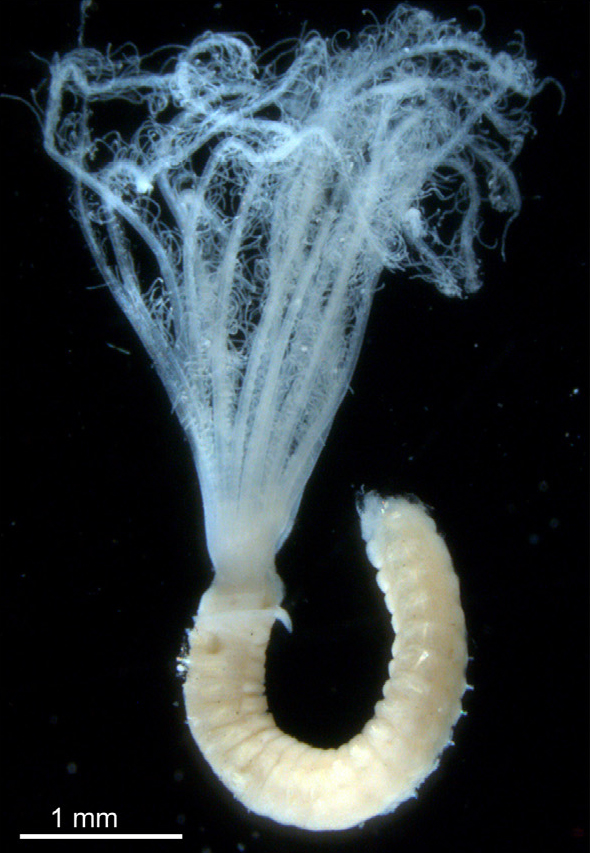
Federwürmer wie dieser Perkinsiana anodina verankern sich fest im Boden, um ihren empfindlichen Hinterleib zu schützen

- Blumentiere (Anthozoa), zu denen auch die Steinkorallen zählen[1]
- Schwämme (Porifera)[2]
- Seelilien (Crinoidea)[1]
- Federwürmer (Sabellidae)[3]
- Einsiedlerkrebse der Gattung Paguritta (z. B. Paguritta harmsi)[4]
- Moostierchen (Ectoprocta)[5]
- Armfüßer (Brachiopoda)[6]
- Muscheln (Bivalvia)